# Riotord
Riotord (okzitanisch: Riutòrt) ist eine französische Gemeinde mit 1.185 Einwohnern (Stand: 1. Januar 2022) im Département Haute-Loire in der Region Auvergne-Rhône-Alpes. Sie gehört zum Arrondissement Yssingeaux und ist Mitglied im Gemeindeverband Haut Pays du Velay Communauté. Die Einwohner werden Riotordois und Riotordoises genannt.
Der Fernwanderweg GR 65 von Genf nach Roncesvalles durchquert das südliche Gemeindegebiet. Er folgt der Via Podiensis, einem der vier Jakobswege in Frankreich.

## Geografie

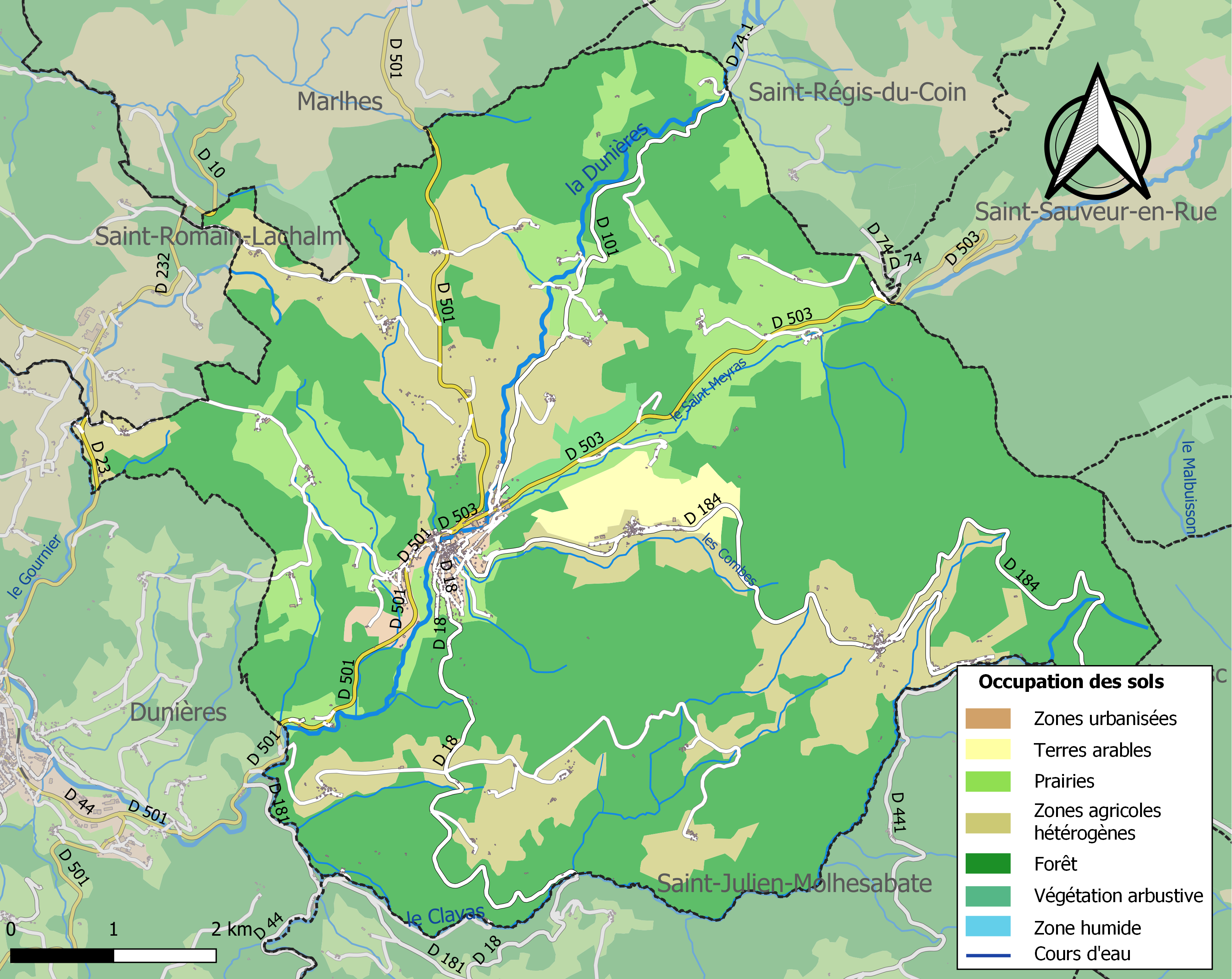
Bodennutzung, Hydrografie und Infrastruktur der Gemeinde (2018)

Riotord liegt in der Région naturelle Velay, einer Landschaft im Südosten der Auvergne im Zentralmassiv, etwa 46 Kilometer ostnordöstlich von Le Puy-en-Velay und etwa 23 Kilometer südlich von Saint-Étienne. Sie ist die östlichste Gemeinde des Départements Haute-Loire und grenzt an die Départements Ardèche und Loire. Die Gemeinde befindet sich im Einzugsgebiet der Loire und wird von der Dunières, vom Ruisseau de Saint-Meyras, vom Clavas, vom Ruisseau le Merdary, vom Ruisseau des Combes, vom Ruisseau des Chirates und verschiedenen kleineren Bächen entwässert. Die Dunières durchströmt das Gemeindegebiet von Nordost nach Südwest, der Ruisseau de Saint-Meyras entspringt an der östlichen Gemeindegrenze und mündet beim Zentrum von Riotord in die Dunières. Der Clavas bildet die natürliche Grenze im Süden, bevor auch er im Südwesten in die Dunières mündet. Das Zentrum erstreckt sich auf einer Höhe von 788 m, das Gelände ist hügelig mit zahlreichen Einschnitten durch die Täler von Zuflüssen der Dunières und erreicht Höhen von über 1000 m im Süden.
Das Gebiet von Riotord ist Teil von drei ZNIEFF-Naturzonen. Fast zwei Drittel der Fläche der Gemeinde sind bewaldet oder naturbelassen, etwa ein Drittel wird landwirtschaftlich genutzt.
Riotord wird umgeben von den Nachbargemeinden Marlhes (Département Loire) im Norden, Saint-Régis-du-Coin (Département Loire) im Norden und Nordosten, Saint-Sauveur-en-Rue (Département Loire) im Nordosten, Burdignes (Département Loire) im Osten, Vanosc (Département Ardèche) im Osten und Südosten, Monestier (Département Ardèche) über einen Berührungspunkt im Südosten, Saint-Julien-Molhesabate im Süden, Dunières im Westen sowie Saint-Romain-Lachalm im Nordwesten.

## Geschichte
Die Schriften ermöglichen es, Spuren von Riotord im Jahr 1060 zu finden, dem Datum des Baus der Kirche. Artaud, Herr von Argental, schenkte Robert, dem Abt von La Chaise-Dieu, verschiedene Ländereien, die ihm gehörten, darunter einige auf Riotord. Der Tracol-Pass zwischen Riotord und Saint-Sauveur-en-Rue war seit der Römerzeit (Transcollis) ein wichtiger Durchgangspunkt und zweifellos schon lange davor, da seine geografische Lage insbesondere im Winter Ost-West-Verbindungen ermöglichte. Die Industrie basiert seit langem auf den natürlichen Ressourcen des Landes (Wälder und Wasser). Traditionelle Tätigkeiten (Weberei, Mühle, Sägewerke usw.) sind zurückgegangen und haben neuen Industrien (Kunststoff-, Metallurgie-, Maurer-, Tischlerei-, zahlreiche Handwerksbetrieben usw.) Platz gemacht.

## Bevölkerungsentwicklung
| Jahr                       | 1962 | 1968 | 1975 | 1982 | 1990 | 1999 | 2006 | 2013 | 2020 |
| -------------------------- | ---- | ---- | ---- | ---- | ---- | ---- | ---- | ---- | ---- |
| Einwohner                  | 1640 | 1513 | 1404 | 1330 | 1228 | 1155 | 1154 | 1179 | 1182 |
| Quellen: Cassini und INSEE |      |      |      |      |      |      |      |      |      |

## Sehenswürdigkeiten
- Die Kirche Saint-Jean-Baptiste aus dem 13. Jahrhundert ist bemerkenswert für ihr Eingangsportal und die Kapitelle der Säulen im Inneren, die Tiere im griechisch-römischen Stil (italienische Schule) darstellen. Die Kapitelle sind seit 1926 als Monument historique eingeschrieben.
- Ende des 12. Jahrhunderts wurde die Zisterzienserinnenabtei Clavas gegründet. Die Kirche besitzt ein einziges Kirchenschiff und eine flache Apsis. Während der Hugenottenkriege wurden die Gebäude 1573 geplündert und niedergebrannt. Bei der Restaurierung des Gebäudes wurde das Kreuzgratgewölbe des Chores erneuert und die Südtür durchbrochen. 1764 verließen die Nonnen den Ort und die Klostergebäude wurden nach der Französischen Revolution größtenteils abgerissen. Im Jahr 1845 wurde das Dach des Kirchenschiffs repariert und das Innengewölbe durch eine Gitterdecke ersetzt. Der Glockenturm wurde im Jahr 1880 neu gebaut. Der bemalte Wandschmuck stellt hauptsächlich ein Trompe-l’œil in Grisaille aus dem Ende des 17. oder Anfang des 18. Jahrhunderts dar. Untersuchungen haben das Vorhandensein einer älteren Bemalung ergeben. Die Abteikirche ist seit 1926 als Monument historique eingeschrieben.
- Kirche im Weiler Setoux aus dem 20. Jahrhundert
- Ehemalige Kapelle in Saint-Meyras aus dem 19. Jahrhundert

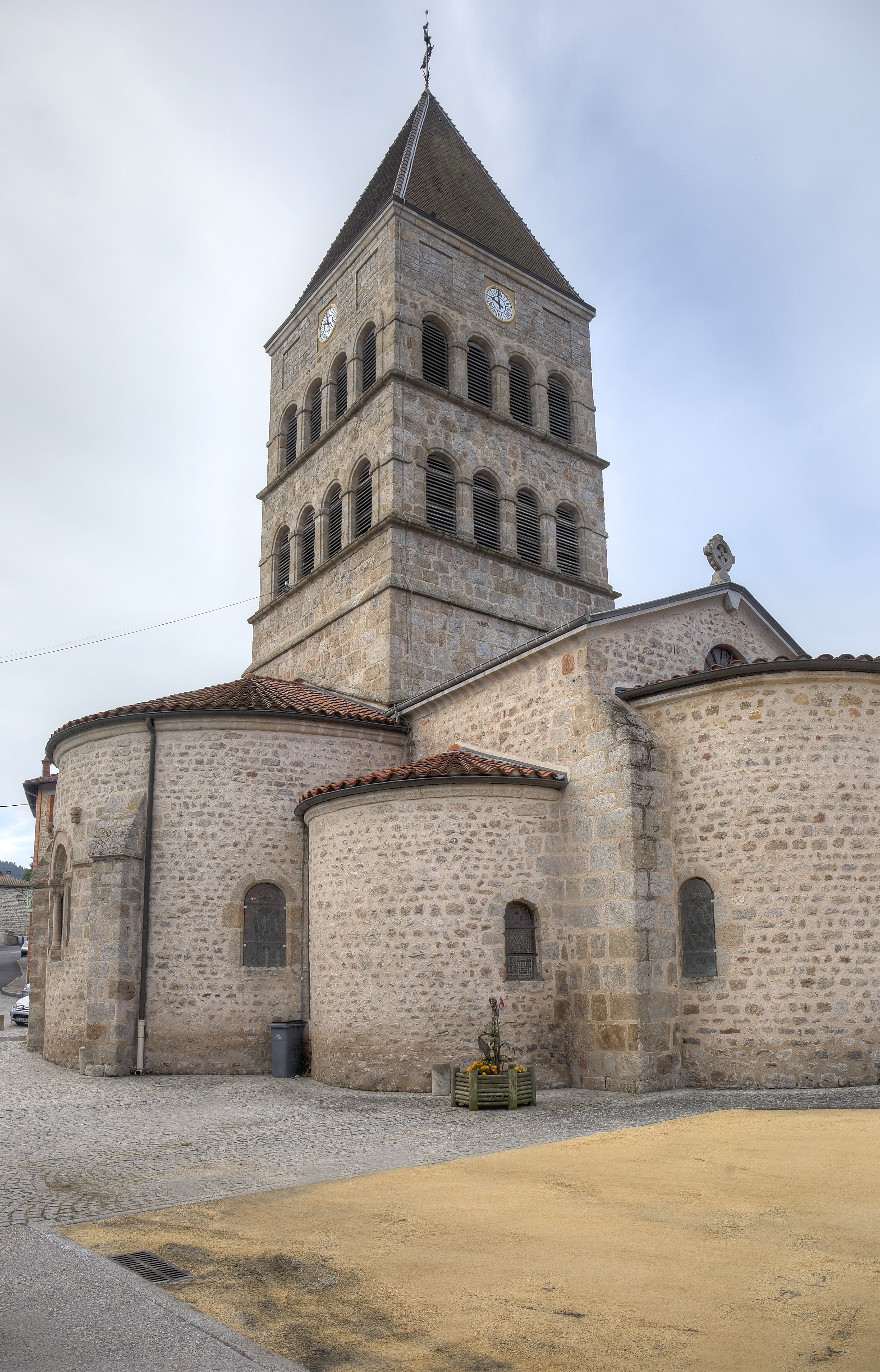
Kirche Saint-Jean-Baptiste
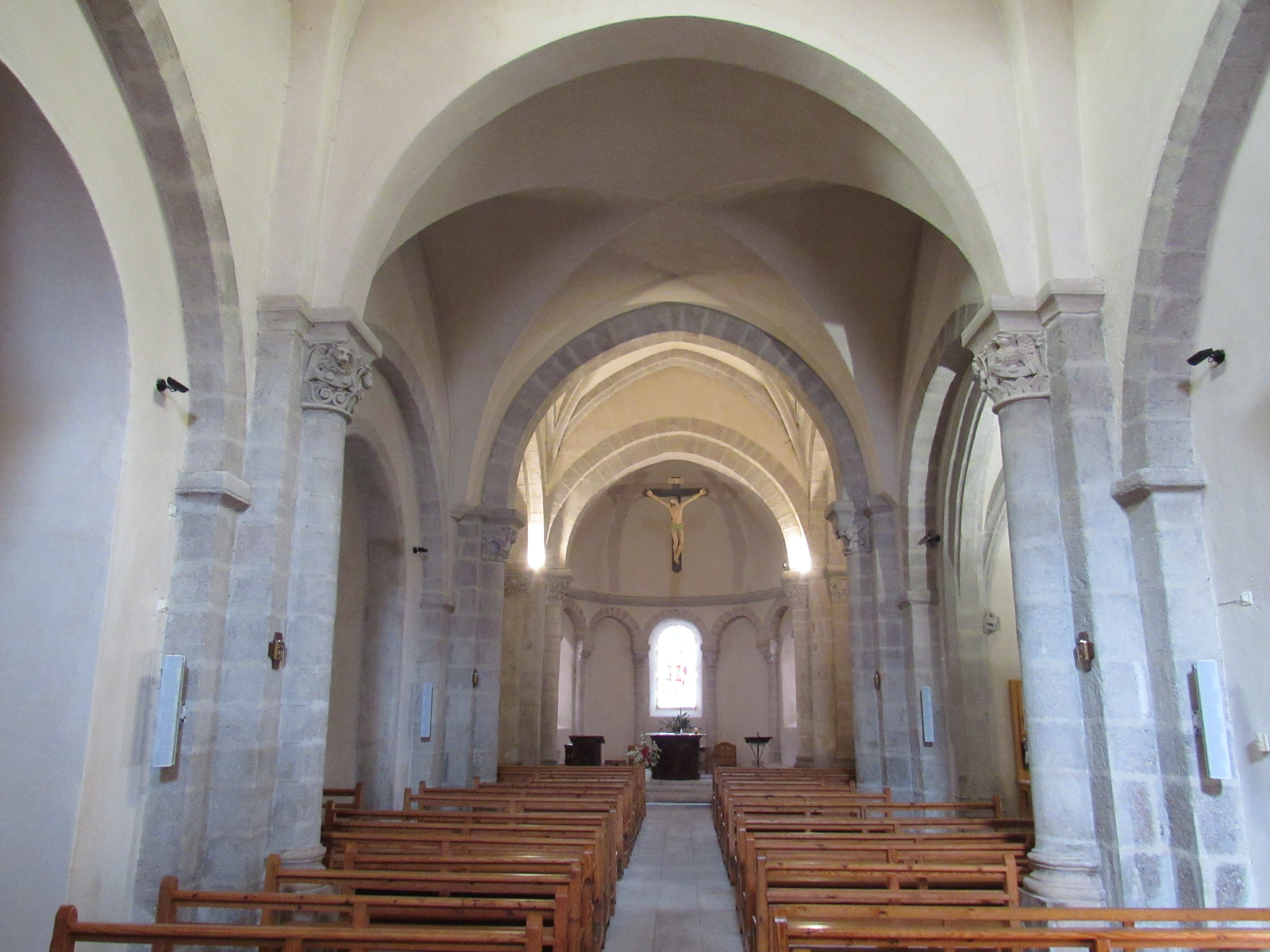
Kirche Saint-Jean-Baptiste, Innenraum
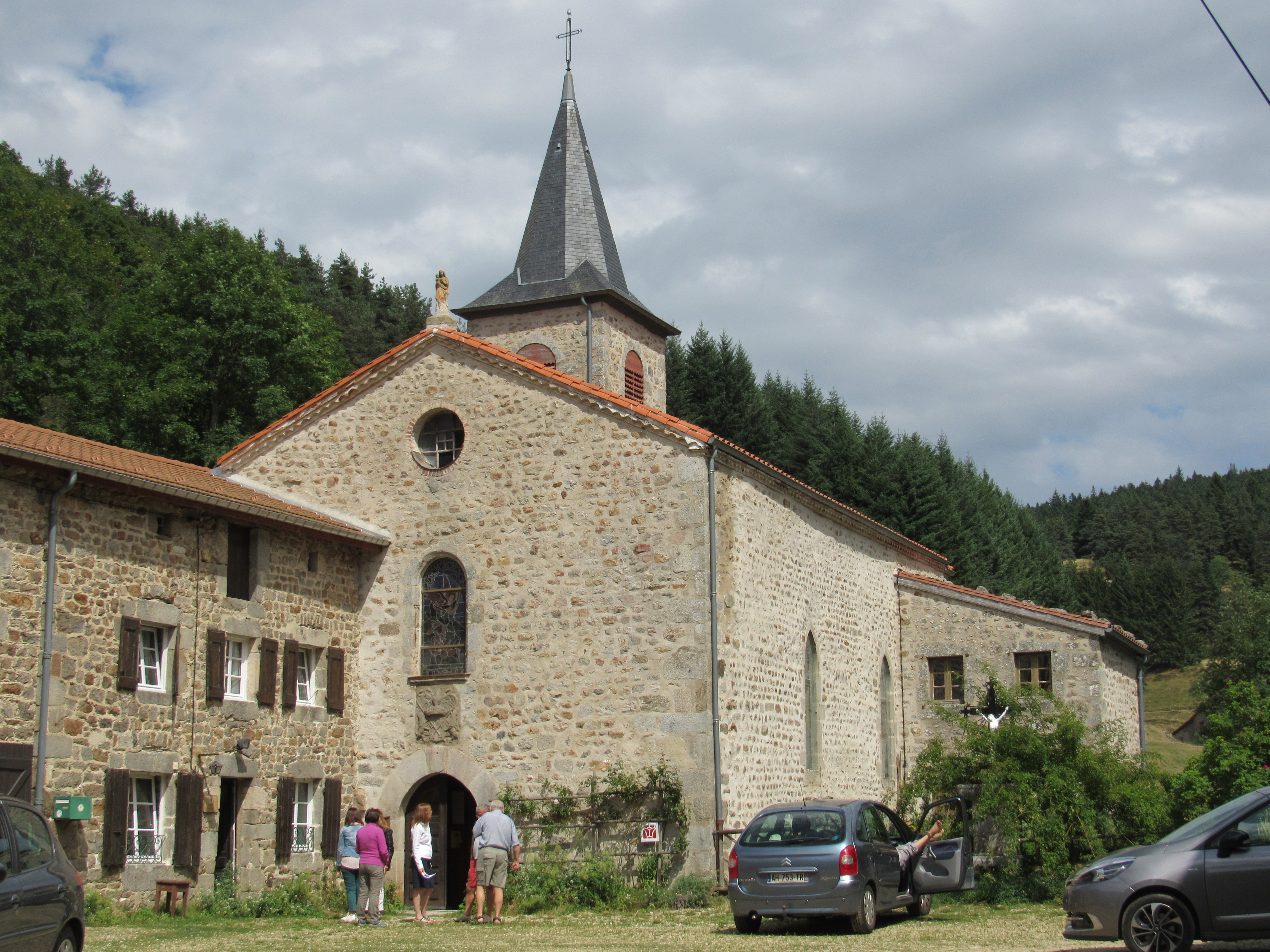
Ehemalige Abteikirche der Zisterzienserinnenabtei Clavas
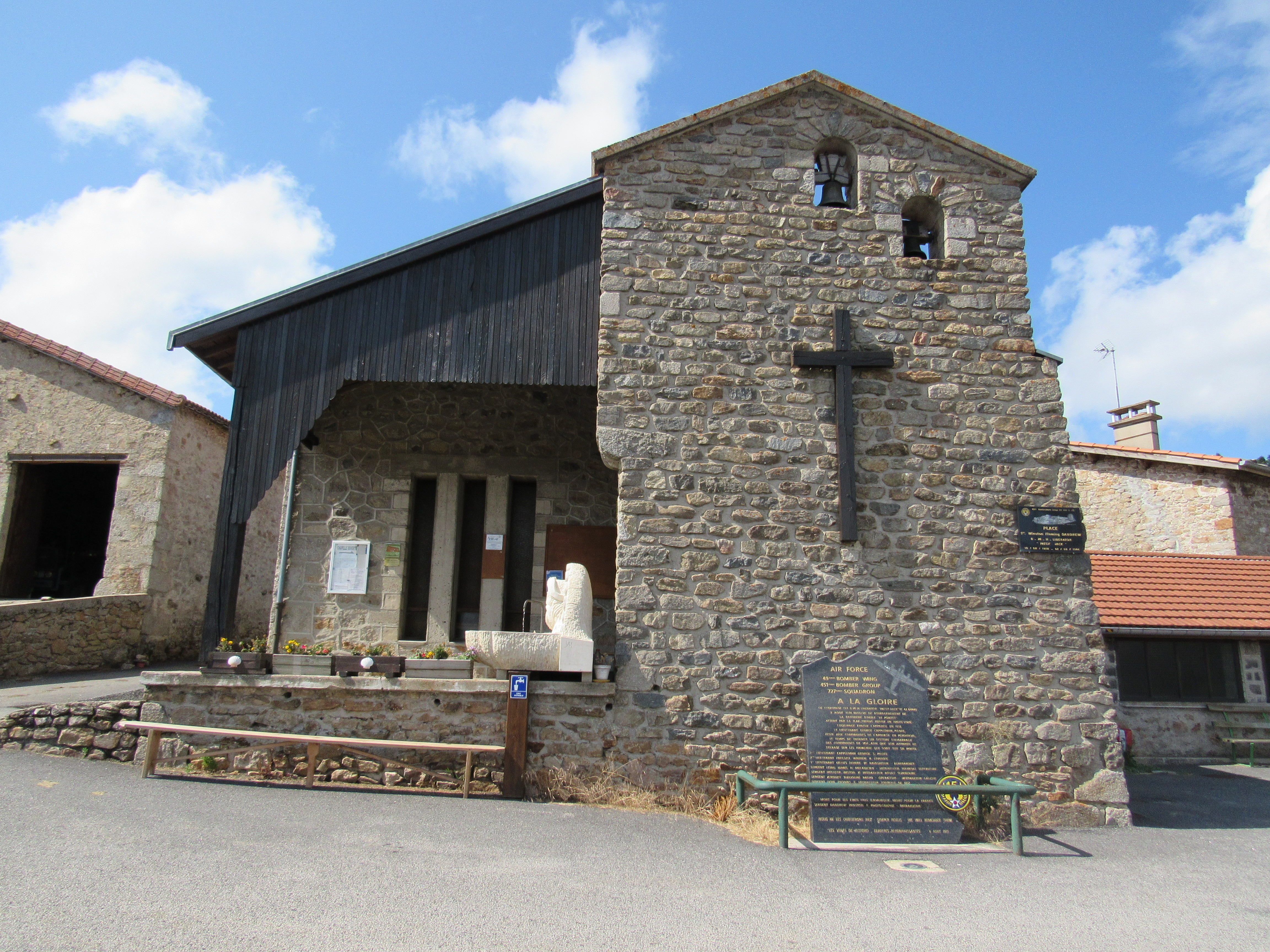
Kirche im Weiler Setoux
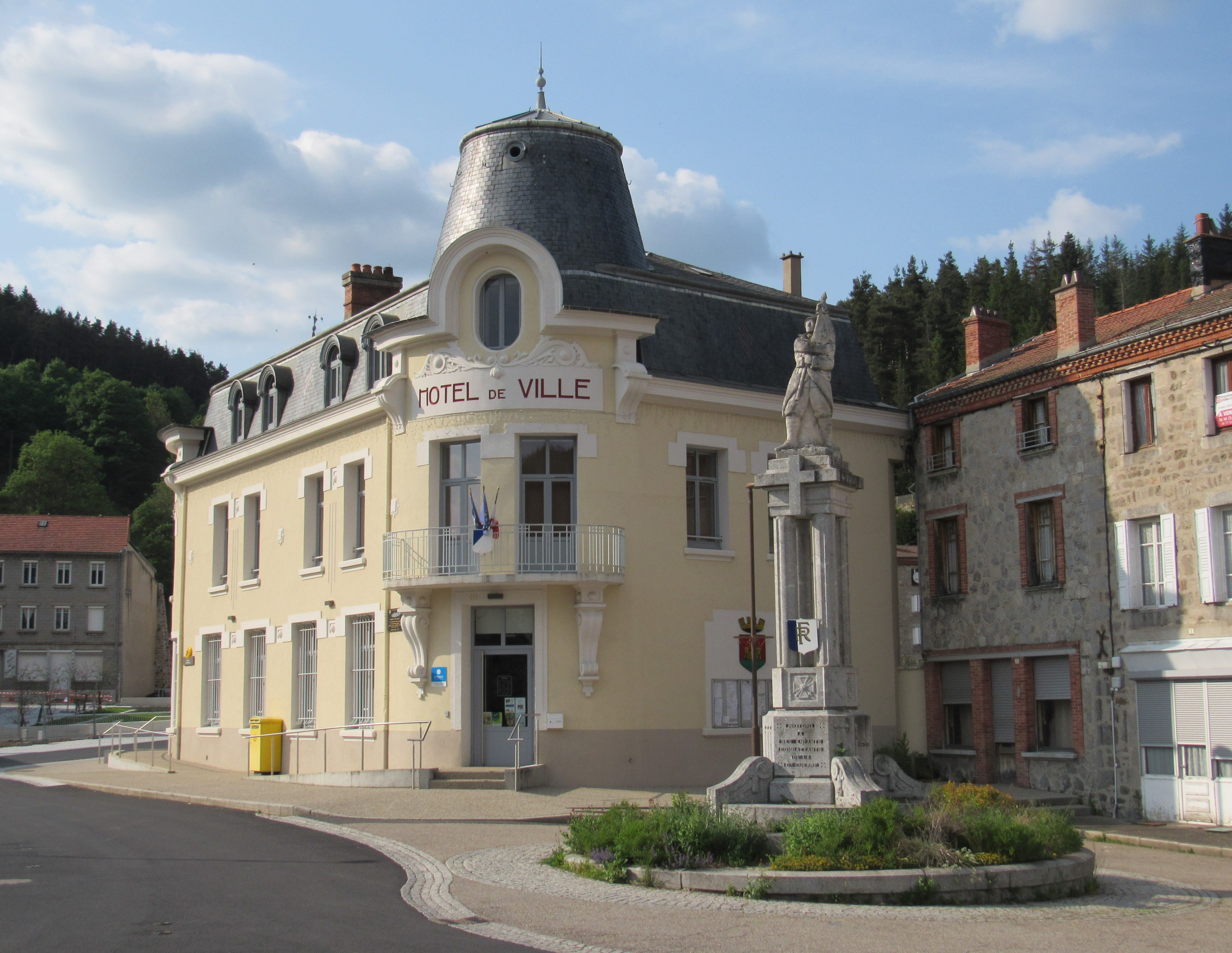
Rathaus (Hôtel de Ville)

## Verkehr
Die Departementsstraße D 501, die ehemalige Route nationale 501, von Saint-Genest-Malifaux nach Montfaucon-en-Velay durchquert die Gemeinde von Norden kommend und im Zentrum nach Westen abknickend. Sie verbindet Riotord mit Marlhes im Norden und mit Dunières im Westen. Die Departementsstraße D 503 hat ihren Anfangspunkt im Zentrum von Riotord und führt in nordöstlicher Richtung über Saint-Sauveur-en-Rue nach Saint-Pierre-de-Bœuf. Eine Buslinie der regionalen Transportgesellschaft verbindet die Gemeinde mit Yssingeaux über Montfaucon-en-Velay.